# درباره آنچه مهم است
دربارهٔ آنچه مهم است (به انگلیسی: On What Matters) یک کتاب سه جلدی در فلسفه اخلاق نوشته درک پارفیت است. دو جلد اول در سال ۲۰۱۱ و جلد سوم در سال ۲۰۱۷ منتشر شد. این کتاب دنباله‌ای بر کتاب دلایل و اشخاص پارفیت در سال ۱۹۸۴ است، و دارای مقدمه‌ای از ساموئل شفلر است.

## خلاصه
پارفیت از یک نظریه اخلاقی عینی دفاع می‌کند و پیشنهاد می‌کند که ما دلایلی برای عمل داریم که نمی‌توانند توسط نظریه‌های اخلاقی ذهنی توضیح داده شوند. علاوه بر این، تلاش می‌کند تا نظریه‌ای اخلاقی ارائه دهد که سه رویکرد سنتی در فلسفه اخلاقی و سیاسی را با هم ترکیب می‌کند: اخلاق وظیفه‌گرای کانت، پیامدگرایی، و قرارداد اجتماعی (از نوع حمایت‌شده توسط تی.ام. اسکانلن، و از سنت‌های توماس هابز، جان لاک، ژان ژاک. روسو و جان رالز). به گفته پارفیت، این تئوری‌ها به‌جای مخالفت، هم‌گرا هستند، یا به عبارتی «بالا رفتن از یک کوه از طرف‌های مختلف»، در استعاره پارفیت.

پارفیت ترکیب خود از این سه نظریه اخلاقی را «نظریه سه‌گانه» می‌نامد:
یک عمل اشتباه است اگر و فقط در صورتی که یا فقط زمانی که چنین اعمالی توسط یک اصل مجاز نباشد
1. یکی از اصولی که قوانین جهانی بودن آن باعث می‌شود همه چیز به بهترین شکل پیش برود،
2. یکی از تنها اصولی که قوانین جهانی بودن آن همه عقلاً می‌توانند…
3. اصلی که هیچ‌کس نمی‌تواند به‌صورت منطقی آن را رد کند.

از نظر پارفیت، این سه معیار (الف) به ترتیب بیانگر بهترین نسخه‌های نتیجه‌گرایی، اخلاق کانتی و قراردادگرایی هستند، و (ب) به‌طور کلی باید در توصیه‌هایشان موافق باشند. اثبات شده‌است که هر دو ادعا بحث‌برانگیز هستند.

## نوشتن
این دست‌نوشته که در ابتدا با عنوان صعود از کوه نام داشت، سال‌ها قبل از چاپ برخی از مطالب دربارهٔ آنچه مهم است از سخنرانی‌هایی منتشر می‌شد و هیجان زیادی را به همراه داشت، از جمله گروه‌های مطالعه و کنفرانسی قبل از انتشار.
برخی از مطالب دربارهٔ آنچه مهم است، از سخنرانی‌هایی که در دانشگاه کالیفرنیا، برکلی به‌عنوان بخشی از سخنرانی‌های تانر در مورد ارزش‌های انسانی در سال ۲۰۰۲ ارائه شد، مشتق شده‌اند. به‌عنوان بخشی از آن مجموعه در برکلی، سخنرانی‌های پارفیت توسط آلن وود، تی.ام. اسکنلن و سوزان ولف پاسخ داده شد.

## بازخورد
پیتر سینگر بسیار مثبت بود و گفت که استدلال‌های پارفیت «کسانی را که عینیت‌گرایی در اخلاق را رد می‌کنند در حالت تدافعی قرار می‌دهد».
کنستانتین ساندیس به پروژه پارفیت اعتراض می‌کند: «تئوری‌های مختلف ممکن است بر روی توصیه‌های آن‌ها هم‌گرایی داشته باشند، اما فکر کردن به این که اقداماتی که از آن‌ها حاصل می‌شود تنها چیزی است که اهمیت دارد، پیش‌فرض حقیقت نتیجه‌گرایی است». ساندیس به شوخی می‌گوید که اهمیت کار پارفیت، علی‌رغم سوابق نویسندگی اندک او، باید ما را وادار کند که خواسته‌های «منتشرکن یا نابودشو» چارچوب تعالی پژوهشی را زیر سؤال ببریم، اما «این‌که آیا این شیوه تفکر ما دربارهٔ اخلاق را تغییر خواهد داد، باید دید».
مدت زمان زیادی که پارفیت برای نوشتن متن صرف کرد و ناسازگاری فزاینده چنین کارهای طولانی با الزامات زندگی آکادمیک توسط نایجل تریفت، معاون دانشگاه وارویک، در یک پست وبل

در گاهنامه آموزش عالی وب‌سایت آموزش و پرورش طرح شد:
زندگی پارفیت توانسته‌است از نظر فکری سازش‌ناپذیر باشد، زیرا او زیرساخت‌هایی را یافت - به‌ویژه کالج آل سولز در آکسفورد، که هیچ تدریسی در مقطع کارشناسی ندارد - که به آن اجازه می‌داد. اما نمی‌دانم این نوع زیرساخت‌ها تا چه زمانی در همه دانشگاه‌ها به جز چند دانشگاه در دسترس خواهند بود.
فیلسوف راجر اسکروتن مناسب بودن عنوان کتاب را زیر سؤال برد و در سال ۲۰۱۵ نوشت: «هیچ چیزی که واقعاً برای انسان‌ها مهم است - عشق، مسئولیت‌ها، دلبستگی‌ها، لذت‌های آن‌ها، ارزش‌های زیبایی‌شناختی و نیازهای معنوی آن‌ها - در روایت پایان‌ناپذیر پارفیت رخ نمی‌دهد. جاروی بزرگ استدلال منفعت طلبانه به گوشه‌ای کشیده می‌شود تا در تلی از غبار رها شود».